# Emarginula velascoensis
Emarginula velascoensis is een slakkensoort uit de familie van de Fissurellidae. De wetenschappelijke naam van de soort is voor het eerst geldig gepubliceerd in 1961 door Shasky.